# De la condition historique du sociologue
De la condition historique du sociologue est un livre du sociologue français Raymond Aron paru en 1971.
L'ouvrage est tirée d'une leçon inaugurale prononcée au Collège de France le 1ᵉʳ décembre 1970.